# Souvo (Bouriatie)
Souvo (en russe : Суво́) est un village, centre administratif de la commune rurale de Souvo, dans le raïon de Bargouzine de Bouriatie, en Russie. Sa population s'élevait à 308 habitants au recensement de 2021.

## Géographie
Le village de Souvo se situe en Bouriatie, une république de Russie située en Transbaïkalie, région de Sibérie orientale à l'est du lac Baïkal. Il fait partie du district fédéral extrême-oriental. Localité du raïon de Bargouzine, un raïon de la république, Souvo est le centre administratif du l'établissement rural de Souvo, une municipalité du raïon,.   
Le fuseau horaire du village est MSK+5 (heure d'Irkoutsk). Le décalage horaire appliqué par rapport au temps universel coordonné est +09:00.

## Démographie
Recensements (*) et estimations de la population:
| 2002* | 2010* | 2021* | - |
| ----- | ----- | ----- | - |
| 515   | 382   | 308   | - |